# ピンク・パイナップル
ピンク・パイナップル（Pink Pineapple）とは、ショートドリンクに分類される、ジンをベースとしたカクテルの1種である。

## レシピ
- ドライ・ジン ： パイナップル・ジュース ＝ 2：1
- グレナデン・シロップ ＝ 2tsp

### 作り方
ドライ・ジン、パイナップル・ジュース、グレナデン・シロップをシェークして、カクテル・グラス（容量75〜90ml程度）に注げば完成である。

### 備考
パイナップル・ジュースは、果汁100％のものを使用する。なお、グレナデン・シロップを使用しているので赤系統の色に仕上がるが、その分量次第で色が変化する。